# Дюфренуа, Арман Пьер
Арман Пьер Дюфренуа (фр. Pierre-Armand Dufrénoy; 5 сентября 1792, Севран, Сен-Сен-Дени, Иль-де-Франс — 20 марта 1857, Париж) — французский геолог, минералог, педагог, горный инженер (с 1821). Член Французской академии наук (с 1840).

## Биография
Арман Пьер Дюфренуа родился в 1792 году в Севране. Его родителями были Симон Пети-Дюфренуа и Аделаида-Жийет Дюфренуа.
Окончил Политехническую школу в Париже. С 1826 года преподавал минералогию в столичной горной школе.
Член Корпуса горных инженеров Франции. В 1825 году был послан вместе с Эли де Бомоном, Костом и Пердонне в Англию, чтобы в Корнваллисе детальнее изучить горное дело. Результатом этой поездки стал совместный труд озаглавленный «Voyage métallurgique en Angleterre» (Париж, 1827; 2-е изд., 1837—1839).
С 1825 году вместе с Эли де Бомоном занялся геологическими изысканиями во Франции, и их научные работы (в частности: «Observations géologiques sur les différentes formations dans le système des Vosges», 1829; «Mémoires pour servir à une description géologique de la France», 1833—1838) легли в основание описательной геологии во Франции.
Другие труды Дюфренуа — работа о железных рудниках в Восточных Пиренеях (1834) и трактат по минералогии (3 тома и атласа, 1844—1845; 2-е изд., 4 тома и атласа, 1856—1859), в котором им описаны геологические, физические и химические свойства минералов; он также опубликовал многие статьи в «Annales des mines» и другие научные публикации, одна из самых интересных называется «Des terrains volcanique des environs de Naples».
В 1835 году был назначен на должность профессора минералогии в знаменитой Парижской горной школе (École nationalale supérieure des mines de Paris), в 1848—1857 годах был её директором.
С 1846 года — главный инспектор горных работ Франции. В 1847—1857 годах заведовал отделом минералогии Национального музея естественной истории в Париже.
В 1840 году в соавторстве с Эли де Бомоном издал «Геологическую карту Франции», по мнению авторов «ЭСБЕ» — «свой главный труд, отличающийся очень высокими научными и техническими достоинствами» (издание 1841 года).
С 1840 года состоял членом Французской академии наук, после его смерти его место занял Шарль Сент-Клер Девиль.

## Минералы, описанные Дюфренуа
- конфоленсит — синоним галлуазита
- рубиновый шпат или орлец — синоним родонита
- Халибит , 1827
- Гюролит, 1829
- nussièrite , 1835

## Избранные труды
- «Voyage metallurgique en Angleterre» (совместно с Эли де Бомоном, с двумя атласами, 1837—39),
- «Mémoires pour servir à une description géologique de la France» (также с Э.-Д.-Бомоном, 1836—38),
- «Explication de la carte géologique de la France» (с тем же учёным, 1841—48),
- «Traité complet de minéralogie» (с атласом, 1856—59).

## Награды
- Медаль Волластона (1843)
- Командор Ордена Почётного легиона (1850)

## Память
- Его именем названа улица в XVI округе Парижа.